# Puente de Udondo
El nombre puente de Udondo se ha utilizado para denominar al puente de la carretera BI-711, de Bilbao a Las Arenas, que salva la desembocadura de los ríos Gobelas y Udondo en la margen derecha de la ría del Nervión-Ibaizábal (la ría de Bilbao), en Lejona, cerca de Axpe (Erandio). Existen otros puentes en el barrio de Udondo, en Lejona, y sobre el río Udondo, en Lejona y Erandio.
El puente actual utiliza una estructura de hierro fundido del puente del Arenal o de Isabel II en Bilbao, que se construyó para unir el Arenal de Bilbao con Abando entre 1845 y 1848, y era similar en algunos aspectos al puente de Triana (también llamado puente de Isabel II) que se construiría en Sevilla entre 1845 y 1852.

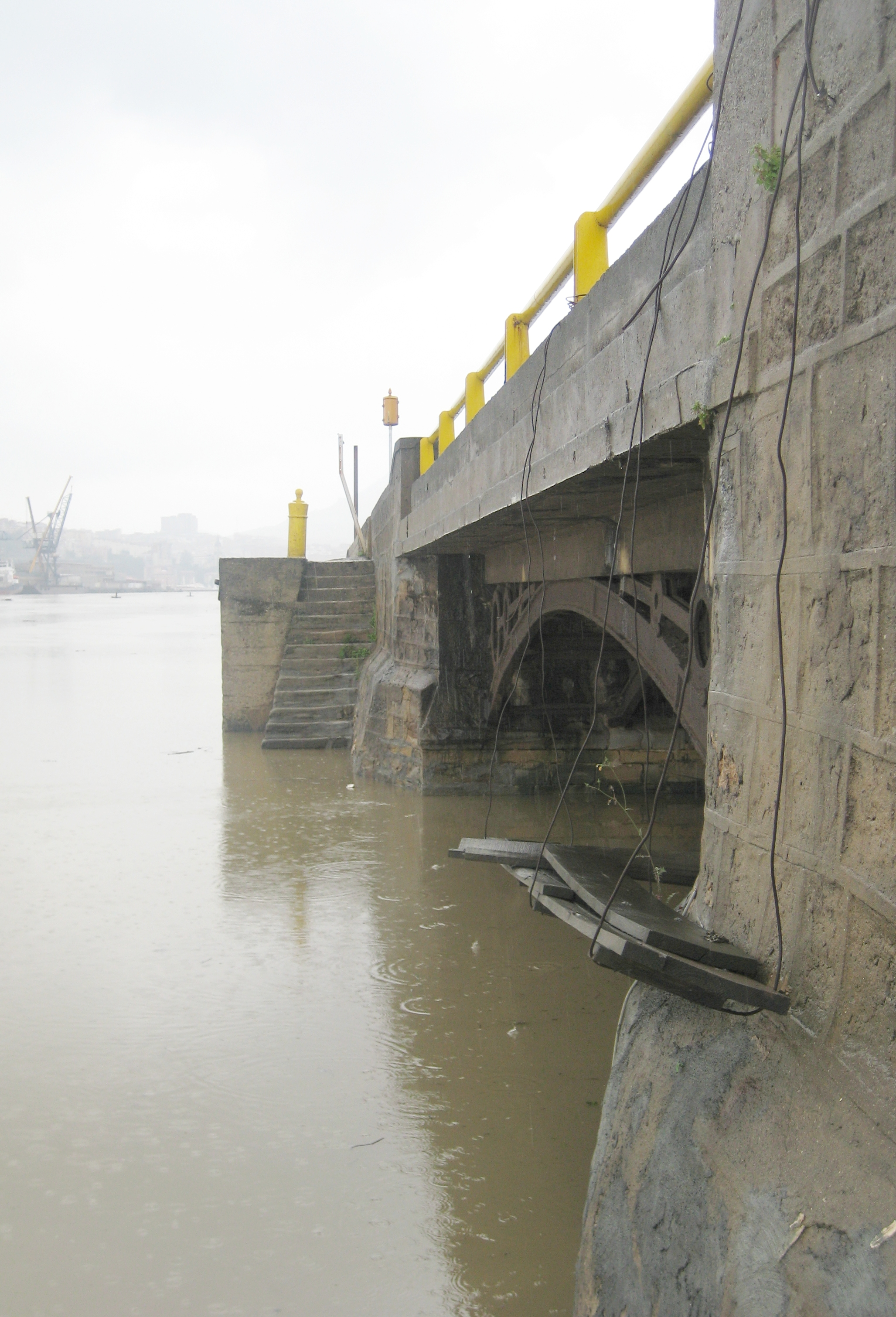
Visto desde la escalera de la izquierda.

Ya a mediados del siglo XIX existía un puente con por tres arcos similares de piedra de 10 metros de luz sobre la desembocadura del río Udondo (el Gobelas no confluía con él, desembocando en la zona actualmente urbanizada y conocida como barrio de Las Arenas de Guecho). En 1859 el ingeniero Amado de Lázaro había ensanchado y pavimentado el camino de sirga de Las Arenas a Bilbao, que pasaba por este puente. Pero durante la guerra Carlista y el asedio a Bilbao varios puentes de la zona fueron dañados, incluidos el puente sobre el Udondo, y el Puente del Arenal de Bilbao. Por ello se encargó a Adolfo de Ibarreta la construcción de un puente provisional proyectado y ejecutado en celosía de madera.
En 1876 se iniciaron las obras de construcción de un nuevo puente en el Arenal de Bilbao, que implicaban la demolición de los restos del anterior. El 16 de junio de ese año, en el pleno municipal se leyó un oficio firmado por el Ingeniero Jefe de Obras Públicas de Vizcaya, Pascual Landa, en el que proponía que "podía ser conveniente y económico para el Estado adquirir los cuchillos de uno de los arcos de hierro por ser aplicables para la reconstrucción del puente de ‘Udondo’ sobre el camino de sirga de esta I. villa a Las Arenas, cuya obra reviste el carácter de urgencia", y el Ayuntamiento accedió.
Los arcos centrales de este puente del Arenal de Bilbao tenían once metros de luz, y estaban formados por seis cuchillos arriostrados entre sí. Cada cuchillo se basaba en un arco inferior compuesto a partir de cinco dovelas de sección en doble T ensambladas a los arriostramientos transversales, una viga superior para el apoyo del tablero y una sucesión de tres anillos circulares en cada tímpano (de mayor tamaño los más cercanos a las pilastras, y de menor diámetro los centrales) tangentes al arco inferior y a la viga superior, y arriostrados entre sí mediante cordones.

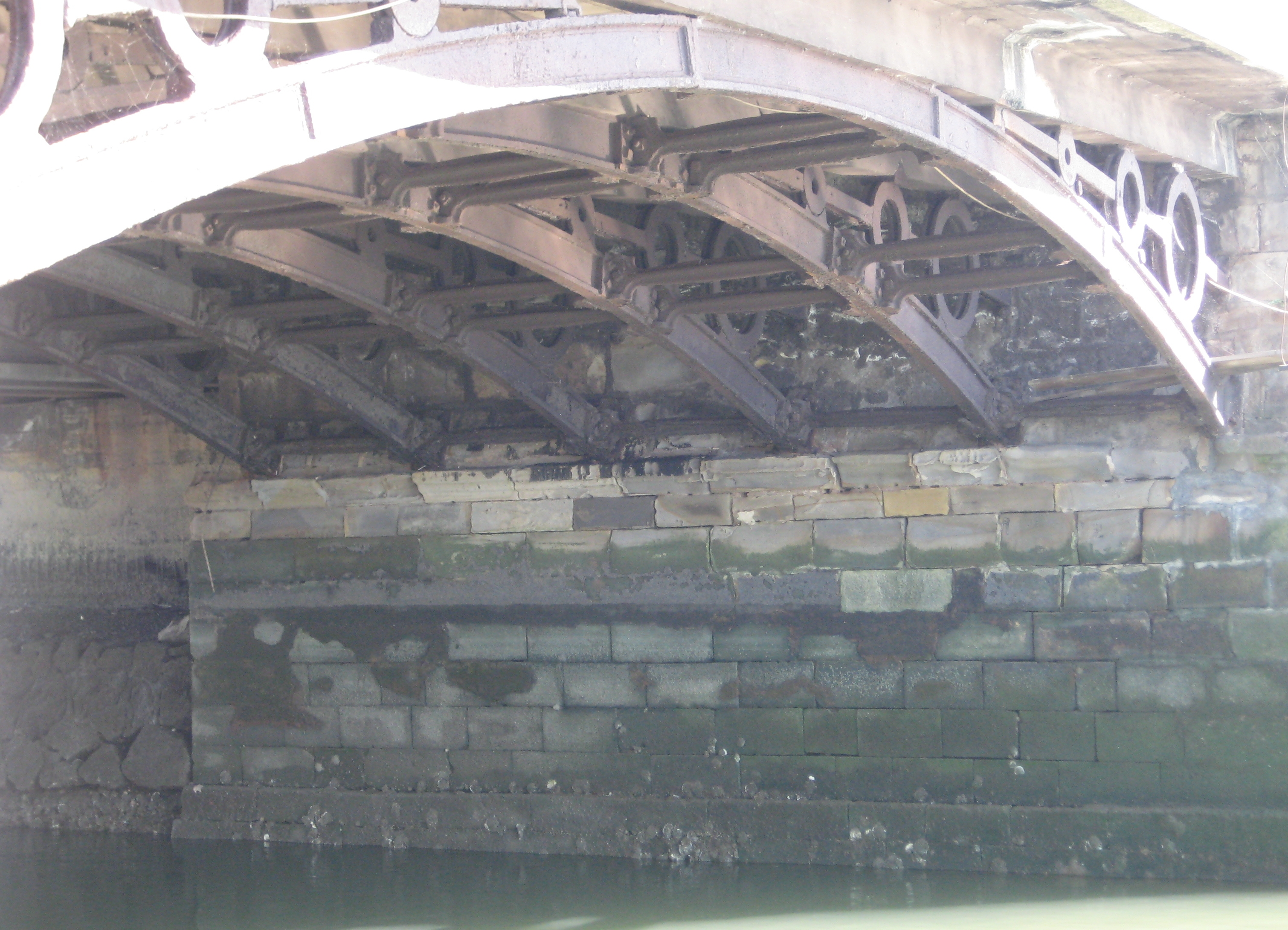
Arcos de fundición.

Hacia la mitad del siglo XX, la carretera de Bilbao a Las Arenas se ensanchó, y a este puente se le adosó otro de hormigón pretensado que lo oculta a la vista desde el interior. El puente cuenta además con un tablero sobre vigas de hormigón armado, también del siglo XX. Actualmente la estructura de fundición solo queda visible desde la Ría, manteniéndose hoy como uno de los más antiguos puentes de fundición de España.